# Komża

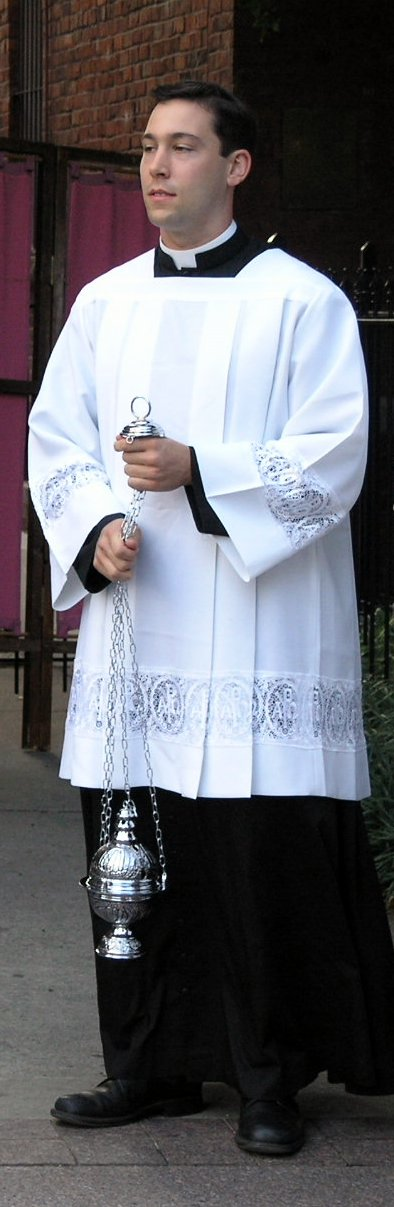
Kleryk w sutannie i komży rzymskiej

Komża (łac. comisia – koszula) – szata liturgiczna używana przez ministranta. Jest to skrócona alba o szerokich rękawach. Komża ma kolor biały, co symbolizuje czystość serca i ducha.
Do XI w. komża była używana wyłącznie w chórach, podczas liturgii godzin jako strój chórowy. Dopiero od XIV w. może być stosowana we wszystkich czynnościach liturgicznych, dla których wyraźnie nie zastrzeżono użycia alby.

## Rodzaje komży
Rozróżnia się cztery rodzaje krojów komży ministranckiej:
- komża rzymska – komża z czworokątnym wycięciem pod szyją[3],
- komża grecka – komża z kołowym wycięciem pod szyją[3],
- komża francuska – komża dochodząca do szyi, wiązana[3],
- komża angielska – komża dochodząca do szyi, plisowana[3].     * komża śląska - komża zapinana na rzep pod szyją